# 若林組
二代目若林組位於香川縣高松市東濱1-4-9 本部事務所的設置，日本的指定暴力團之一・六代目山口組的2次團體。直參13團體。正式成員約90餘人。

## 略史
昭和30年代，名門組織「太政官」系統解散、位於高松市該系統的香西支部長・若林暲另創設若林組後，加入當時三代目山口組若頭・地道行雄所屬組織地道組旗下。1964年2月當時任職三代目山口組地道組舍弟的若林暲，被升格為三代目山口組直系組長。直到2002年5月，若林暲引退；二代目組長由原若頭・篠原重則繼承家業。2019年11月，篠原重則組長升格六代目山口組「幹部」職務。

## 歷代組長
- 初代目：若林  暲（五代目山口組舍弟）
- 二代目：篠原重則（六代目山口組幹部）

## 最高幹部
- 組長・篠原重則（六代目山口組幹部）
- 若頭・森　隆（森組組長）
- 本部長・川井則之

## 其他組員
- （姓氏不明）（丸亀支部組長）
- （姓氏不明）（秋山組組長）
- （姓氏不明）（二代目高畠組組長）
- （姓氏不明）（坂元組組長）
- （姓氏不明）（篠原組組長）
- （姓氏不明）（藤成組組長）
- （姓氏不明）（吉田組組長）
- （姓氏不明）（蒼龍會會長）
- （姓氏不明）（秋山組組長）
- （姓氏不明）（三好組組長）
- （姓氏不明）（黑英會會長）
- （姓氏不明）（宮河組組長）